# Mala, amore e morte
Mala, amore e morte è un film del 1977, diretto da Tiziano Longo.

## Trama
La giovane Marisa, dopo avere ereditato dalla zia (che, peraltro, è stata assassinata) una pensione sita nella capitale, si trova invischiata, suo malgrado, in una squallida storia di ricatti, mafia e delitti. Ne uscirà indenne quasi miracolosamente, grazie all'aiuto di Carlo Martini, un bel giovane che, alla fine della storia, diverrà il suo nuovo uomo.